# گمینا تژچینگتسا
گمینا تژچینگتسا (به لهستانی:  Gmina Trzcinica) یک گمینا در لهستان است که در شهرستان کنپنو واقع شده‌است. گمینا تژچینگتسا ۷۵٫۱۴ کیلومتر مربع مساحت و ۴٬۷۰۳ نفر جمعیت دارد.